# Oändlig natt
Oändlig natt (Endless Night) är en kriminalroman av Agatha Christie, utgiven 1967. Romanen var en av hennes favoriter bland hennes egna verk och fick några av de varmaste kritikeromdömena i hennes karriär när den publicerades.

## Romanens titel
Titeln kommer från en dikt av William Blake:
Every night and every morn,

Some to misery are born,

Every morn and every night,

Some are born to sweet delight.

Some are born to sweet delight,

Some are born to endless night.

## Handling
Berättelsen börjar med att Michael Rogers, en tjugotvååring, berättar för läsaren om sin tid som chaufför och hur han träffade arkitekten Rudolf Santonix. Han planerar att en dag låta bygga ett hus av Santonix. Mike är dock fattig och har därför inte råd att anlita Santonix för att bygga det hus han vill ha. Michael förklarar att han är en "orolig själ"; Han nöjer sig inte med att bara göra en sak och har därför haft många olika jobb genom åren. En dag vill han slå sig ner i sitt drömhus med sin drömkvinna, men just nu kan han inte tänka sig att slå sig till ro.
Mike går längs en byväg nära egendomen "Zigenarhagen" en dag när han blir förälskad i tomten. Han fantiserar om att en dag bygga ett hus där med kvinnan han älskar. Nyfiken på att se hur en auktion ser ut går han på auktionen för fastigheten. Flera personer är intresserade av att köpa den, men budet går inte tillräckligt högt och ingen får äganderätten. Michael misstänker att detta beror på den förmodade zigenarens förbannelse över egendomen.
När han promenerar genom området träffar han Fenella (Ellie) Guteman av en slump, en rik arvtagerska som vill fly från sin värld av snobbiga vänner, tiggande släktingar och restriktiva finansiella rådgivare. Hon presenterar sig som Fenella "Goodman" och vill inte att han ska veta hennes sanna identitet som arvtagerska. De kommer ganska bra överens och det verkar vara kärlek vid första ögonkastet. Han delar sin dröm om att äga tunnlandet med henne och hon verkar återgälda och uppmuntra idén. Ellie nämner också sin underbara följeslagare, Greta Andersen. Tydligen har Greta betett sig som en bästa vän för henne i flera år nu och beskrivs som mycket effektiv. Mike verkar otroligt svartsjuk på deras nära relation, trots att han faktiskt aldrig har träffat Greta tidigare.
Mike träffar sedan Ellie till och från under de kommande veckorna innan hon måste resa utomlands för sin tjugoförsta födelsedag. När Michael är borta från Ellie upptäcker han att fastigheten han vill ha äntligen har köpts. Han återvänder också till sin mors hus för att be henne om pengar för att gifta sig med Ellie. Det är helt klart att han inte gillar sin mamma och hon tycker inte om honom. Situationen låter som om hon helt enkelt ogillar hans spontana livsstil, men Michael hävdar att hans mamma känner honom alltför väl. Han går därifrån utan pengar.
När Ellie återvänder avslöjar hon för Mike att hon i själva verket är en av de rikaste kvinnorna i Amerika och att det var hon som köpte Zigenarhagen. Hon vill gifta sig med honom och hjälpa till att uppfylla hans dröm om att bygga ett vackert hus där. Hon har inget emot att lämna sitt hem och sin familj i Amerika för att flytta till England för hans skull. De gifter sig i en enkel borgerlig ceremoni, utan hennes familjs vetskap. Michael är fattig och Ellie är rädd att hennes familj inte skulle godkänna honom. När de får reda på det ogillar de verkligen Mike. De avskedar Greta för att hon hjälpt till att arrangera äktenskapet i hemlighet. Oavsett vilket vägrar Ellie att lämna Michael.
När de väl är gifta anlitar de Santonix för att bygga en herrgård åt dem på tunnlandet. Samma kväll som Ellie och Mike flyttar in kastas en sten in genom deras fönster som säger åt dem att lämna området. Ellie är skakad av händelsen, men inte tillräckligt för att vilja flytta på sig. Ellie funderar på att bjuda in Greta att bo hos dem på tunnlandet, och hon har dåligt samvete för att hon fått sparken, men Michael gillar inte idén.
Mike och Ellie upptäcker en fåfänga nära klipporna på deras egendom, som de restaurerar och använder som en hemlig tillflyktsort.
Det nygifta paret tillbringar de närmaste veckorna med att träffa byborna. Major Phillpot, den lokala markägaren, ses som byns "gud" även om han inte är en rik man. Han blir nära vän med Michael. En annan bybo, Claudia Hardcastle, rider på hästar och blir vän med Ellie. De börjar rida tillsammans regelbundet. Ellie avslöjar att även om hon är allergisk mot hästar, tar hon piller för att lugna sina allergier innan hon rider. Hon erbjuder dem till Claudia, som också är lätt allergisk. Senare avslöjas det att Claudia är Santonix halvsyster och en gång var gift med en av Ellies advokater, Stanford Lloyd.
Under tiden fortsätter en gammal zigenarkvinna, Mrs. Lee, att varna Mike och Ellie för en förbannelse och instruerar dem att lämna huset de byggt. Ellie blir mer och mer misstänksam mot henne, så mycket att Michael går till polisstationen för att anmäla Mrs. Lee. Han får reda på att Mrs. Lee tidigare hade mutats med pengar för att skrämma andra invånare. Mike undrar om någon gör det igen.
Under tiden, till Ellies stora förtret, vägrar hennes amerikanska familj att lämna henne ifred. Hennes styvmor Cora har flyttat till Storbritannien för att vara nära henne. Ellies advokater håller också ständig kontakt med henne. Hennes huvudadvokat Mr. Lippincott (känd av Ellie som "Uncle Andrew") är särskilt bekymrad över hennes äktenskap med Michael. När Ellie skadar sin fotled behöver hon någon som hjälper till att ta hand om henne. Hon övertalar Michael att låta Greta bo hos dem. Ellie oroar sig för Michael och Greta, eftersom de inte verkar gilla varandra och till och med hamnar i ett mycket hetsigt gräl en kväll.
Michaels mamma kommer och hälsar på dem i Zigenarhagen när han inte är där. Hon träffar Ellie och har ett kort samtal med henne. Ellie berättar detta för Michael senare och han blir rasande över att hans mamma kom på besök, utan att han visste om det. Ellie är förbryllad över hans ilska.
En dag ger sig Ellie ut och rider på morgonen. Hon är ensam eftersom Claudia är och shoppar i London med Greta den dagen. Innan hon går föreslår Mike att Ellie ska följa med honom och major Phillpot på lunch senare, vilket hon går med på. Mike går på en auktion med major Phillpot. Sedan han gifte sig med Ellie har han nu råd med vad han vill, så han bjuder över flera andra för att köpa en present till Ellie. Efter auktionen tycker han sig se Claudia och en av Ellies advokater köra iväg i en bil. Han tycker att det är konstigt, eftersom Claudia skulle handla i butikerna och advokaten skulle vara i Amerika.
Under en lunch med major Phillpot börjar Mike oroa sig för att Ellie ännu inte har anslutit sig till dem. Hon dyker aldrig upp till lunchen och när Mike ringer till Zigenarhagen får han veta att hon ännu inte har återvänt från sin morgonritt. Mike och Phillpot söker igenom skogen runt huset. Så småningom upptäcker Mike Ellies döda kropp, utan att ha fått några uppenbara skador. Den lokala polisen kommer fram till att Ellie dog av chock när hon kastades av sin häst. Flera vittnen träder fram och hävdar att de såg en kvinna i skogen samtidigt som Ellie red på sin häst. Polisen tror att det var Mrs. Lee som skrämde hästen med flit och mördade Ellie av misstag, utan att veta att hon hade ett hjärtfel.
Vid förhöret avslöjas det att en guldtändare hittades i den närliggande fåfängan med initialen "C" på. Den kan antingen tillhöra Claudia Hardcastle, Ellies ridkamrat, eller Cora, hennes styvmor. Förhöret är resultatlöst, eftersom Mrs. Lee inte dyker upp i rätten. Efter förhöret reser Michael till Amerika för att närvara vid Ellies begravning med hennes familj och hämta sitt arv. Medan han är där får han höra att Mrs. Lee har hittats död i ett stenbrott, och Claudia Hardcastle har också dött när hon var ute och red på sin häst. Han undrar om det kan vara en tillfällighet. Av Mr. Lippincott får han också officiellt veta att Claudia brukade vara gift med Stanford Lloyd, en annan av Ellies advokater (den han trodde att han såg henne med den dagen). Mr. Lippincott frågar Mike om han någonsin kände Greta innan han träffade Ellie, vilket han förnekar. Mr Lippincott nämner att han har skrivit och skickat ett brev till Michael – han kommer att få det när han kommer tillbaka till England.
Innan han återvänder till England besöker Mike Santonix på hans dödsbädd i Kalifornien, hans sviktande hälsa har förvärrats under romanens gång. Innan Santonix dör skriker han: "Du borde ha gått åt andra hållet!" Mike känner sig störd av detta och återvänder till Storbritannien på en sjöresa, vilket ger honom tid att reflektera. När han äntligen återvänder till sitt drömhus öppnar han dörren för att ansluta sig till sin drömkvinna: Greta Andersen. Han berättar att han och Greta träffades i Hamburg för flera år sedan. De hade blivit förälskade och senare, efter att Mike hade hört att Zigenarhagen var till salu, utarbetade de en plan för att få Ellies pengar. Greta blev först Ellies hembiträde och vann hennes förtroende. Greta ordnade sedan så att Ellie skulle träffa Michael på auktionsdagen. Mike och Greta låtsades inte känna varandra och till och med hata varandra så att ingen skulle misstänka dem. De planerar att gifta sig och dela Ellies förmögenhet nu när hon är död.
De dödade Ellie med cyanid och stoppade det i hennes allergikapslar som hon tog innan hon red på hästen. Det var Mike som betalade Mrs. Lee för att skrämma Ellie med historien om förbannelsen. För att få bort Mrs. Lee som vittne knuffade Michael och Greta ner henne i ett stenbrott. Claudia Hardcastle blev oavsiktligt förgiftad efter att ha hittat och tagit ett av Ellies piller i fåfängan. Det var hennes tändare som glömdes kvar av misstag.
Michael och Greta firar vad de har gjort, men när Michael öppnar brevet från Mr. Lippincott blir han förskräckt över att hitta ett gammalt tidningsurklipp med en bild på sig själv med Greta i Hamburg. Han oroar sig för att folk ska misstänka sanningen och blir upprörd. Han hallucinerar att han ser Ellie på tomten innan han går in i huset. Greta försöker lugna honom, men i ett raseriutbrott stryper han henne.
Kort därefter anländer polisen och den lokala läkaren, deras misstankar väcks av Claudia Hardcastles död. De hittar honom sittandes med Gretas lik och långsamt förlorar förståndet. Det avslöjas att efter att Mike arresterats ville han skriva ner hela historien ur sitt perspektiv; Hela romanen är den berättelsen. Han berättar att han som barn lät sin vän drunkna i en frusen damm för att stjäla hans klocka. Som ung vuxen lät han en annan vän förblöda efter att han blivit knivhuggen under ett rån, bara för att Mike skulle kunna stjäla pengarna på hans person. Han hatade alltid sin mor eftersom hon var den enda personen som kunde genomskåda honom och misstänkte sanningen om hans mordiska tendenser, därav hans ilska när Ellie träffade hans mor: han var orolig för att hans mor skulle avslöja hans sanna karaktär för henne. Michael tror att Santonix också kan ha känt till eller misstänkt hans sanna karaktär. När Santonix sa till honom att han "borde ha gått åt andra hållet" menade han att Mike inte borde ha mördat Ellie och istället lärt sig att älska henne. Han undrar om han någonsin kunde ha varit lycklig med Ellie och varför han kastade bort sin chans med henne. Han undrar om han någonsin älskade henne. Romanen slutar.

## Karaktärer
- Michael Rogers: en "orolig själ" som växlar från jobb till jobb.
- Fenella Rogers (född Guteman): kallas ofta Ellie, hon är en söt arvtagerska med ett sinne för affärer.
- Greta Andersen: Ellies skandinaviska, blonda följeslagare som styr och organiserar hennes liv.
- Claudia Hardcastle: en ung kvinna i byn som delar Ellies passion för ridning.
- Cora Van Stuyvesant: Ellies styvmor.
- Andrew Lippincott: Ellies förmyndare och förmyndare, en Bostonbo, som ogillar Gretas inflytande över Ellie.
- Esther Lee: byzigenaren som tycker om att skrämma folk, särskilt när pengar är inblandade.
- Stanford Lloyd: Claudia Hardcastles före detta make och en av Ellies förvaltare.
- Frank Barton: make till Ellies moster, en man som lånar men inte återlämnar.
- Rudolf Santonix: en perfektionistisk arkitekt som "ser igenom dig" och "ser rakt igenom den andra sidan".
- Major Phillpot: byns "gud" som blir vän med Michael.
- Mrs. Rogers: Michaels mamma.

## Litterär betydelse och mottagande
Romanen publicerades 1967. Christie sa senare att hon normalt skrev sina böcker på tre till fyra månader men skrev Oändlig natt på sex veckor. Romanen är tillägnad "Till Nora Prichard från vilken jag först hörde legenden om Zigenarhagen". Nora Prichard var farmor till Mathew, Christies enda barnbarn. Zigenarhagen var ett fält som låg på en walesisk hed. The Times Literary Supplement för den 16 november 1967 skrev: "Det är verkligen djärvt av Agatha Christie att skriva i personan av en arbetarklasspojke som gifter sig med en fattig liten rik flicka, men i en behagligt gotisk berättelse om zigenarvarningar gör hon allt, tillsammans med en fint melodramatisk sluttwist."
The Guardian hade en berömmande recension i sitt nummer av Francis Iles (Anthony Berkeley Cox) som skrev: "Den gamla mästarinnan inom kriminalromanen (eller vad det nu är kvinnan i 'maestro') drar fram ännu ett verk ur sin outtömliga väska med Oändlig natt, helt annorlunda i tonen än hennes vanliga verk. Det är omöjligt att säga mycket om historien utan att avslöja viktiga hemligheter: tillräckligt för att varna läsaren att om han skulle tro att detta är en romans kunde han inte ha mer fel, och den kraschande, för att inte säga fasansfulla spänningen i slutet är kanske den mest förödande som denna överraskande författare någonsin har åstadkommit."
Maurice Richardson i The Observer den 5 november 1967 började: "Hon ändrar sin stil igen och gör ett beslutsamt och ganska spännande försök att vara med på noterna." Han avslutade: "Jag ska inte avslöja vem som mördar vem, men spänningen hålls uppe hela vägen och Miss Christies nya halvtuffa, strömlinjeformade stil kommer verkligen fram. Hon kommer att ha svarta läderbyxor på sig härnäst, om hon inte redan har det." Poeten och romanförfattaren Stevie Smith valde romanen som en av sina Årets böcker i samma tidnings nummer den 10 december 1967 när hon sa: "Jag läser mest Agatha Christie i år (och varje år). Jag önskar att jag kunde skriva mer om vad hon gör för en när det gäller att lyfta vikten, och så vidare."
Robert Barnard: "Den bästa av den sena Christies, handlingen en kombination av mönster som används i Ackroyd och Nilen (notera likheter i behandlingen av arvtagerskans/hjältinnans amerikanska advokater i Nilen och här, vilket tyder på att hon hade läst om). Mordet sker mycket sent, och därför verkar den centrala delen virrig, till och med novelettaktig (stackars liten rik flicka, zigenarens förbannelse, etc.). Men allt rättfärdigas av slutsatsen. En strålande senblomning."

## Bearbetningar

### Novell
En novellsamling av Agatha Christie, med titeln Miss Marple's Final Cases and Two Other Stories, publicerad i oktober 1979, innehåller en novell som heter "The Case of the Caretaker" vars övergripande handling är densamma som Oändlig natt, även om karaktärsnamnen är olika.
"'The Case of the Caretaker' publicerades först i Strand Magazine, januari 1942, och sedan i USA i Chicago Sunday Tribune, 5 juli 1942." från "Miss Marple – Miss Marple and Mystery: The Complete Short Stories (Miss Marple)" av Agatha Christie

### TV

#### Brittisk version
Även om boken inte innehöll Miss Marple, var romanen en förlängning av en Miss Marple-berättelse som hette "The Case of the Caretaker". Den filmades som en del av den sjätte säsongen av TV-serien Agatha Christies Marple med Julia McKenzie i huvudrollen. Den sändes först på Argentinas Film&Arts onsdagen den 20 november, Australiens ABC söndagen den 22 december 2013 och på ITV söndagen den 29 december 2013. Denna adaption av Kevin Elyot är ganska trogen boken, dock med undantaget att lägga till Miss Marple.

#### Fransk version
En fransk anpassning som en del av tv-serien Les Petits Meurtres d'Agatha Christie sändes 2021.

### Film
1972 regisserade Sidney Gilliat en filmatisering med Hayley Mills, Britt Ekland, Per Oscarsson, Hywel Bennett och George Sanders i huvudrollerna (som begick självmord innan filmen hade premiär). Filmen fick blandad kritik, och efter en misslyckad visning i Storbritannien släpptes den inte på bio i USA.
Christie var till en början nöjd med Gilliats medverkan och rollbesättningen. Hon var dock besviken på den färdiga produkten och kallade den "matt". Hon uttryckte också sina reservationer mot att filmen innehöll en kort nakenscen med Ekland i slutet.

### Radio
Oändlig natt dramatiserades som en timmes radiopjäs i Saturday Theatre på BBC Radio 4 den 30 augusti 2008 kl. 14.30. Pjäsen spelades in på Londonds Radio- och TV-hus och hade originalmusik komponerad av Nicolai Abrahamsen.

### Serieroman
Oändllig natt släpptes av HarperCollins som en serieroman den 3 november 2008, adapterad av François Rivière och illustrerad av Frank Leclercq (ISBN 0-00-727533-1).

### Fotnoter
1. ↑  The Observer, 29 October 1927 (p. 26)
2. ↑  John Cooper and B.A. Pyke. Detective Fiction – the collector's guide: Second Edition (pp. 82, 87) Scholar Press. 1994; ISBN 0-85967-991-8
3. ↑  ”American Tribute to Agatha Christie”. insightbb.com. http://home.insightbb.com/~jsmarcum/agatha53.htm.
4. ↑  Crime Story Queen By Muriel Bowen. The Washington Post and Times-Herald 15 Sep 1970: B4.
5. ↑  The Times Literary Supplement 16 November 1967 (p. 1092)
6. ↑  The Guardian. 10 November 1967 (p. 7).
7. ↑  The Observer 5 November 1967 (p. 27)
8. ↑  The Observer, 10 December 1967 (p. 9)
9. ↑  Barnard, Robert. A Talent to Deceive – an appreciation of Agatha Christie – Revised edition (p. 193). Fontana Books, 1990; ISBN 0-00-637474-3
10. ↑  Dame Agatha Tells Whodunit—She Did: Grande Dame of Whodunit Los Angeles Times 15 Dec 1974: 11.
11. ↑  Haining, Peter, Agatha Christie: Murder in Four Acts. Virgin Books, London, 1990. p 50. ISBN 1-85227-273-2